# 歐文 (加利福尼亞州默塞德縣)
歐文（英語：Irwin）是位於美國加利福尼亞州默塞德縣的一個非建制地區。該地的面積和人口皆未知。

## 地理
歐文的座標為37°23′49″N 120°51′00″W / 37.39694°N 120.85000°W，而該地的平均海拔高度為30米（即98英尺）。